# 蜜茱萸
蜜茱萸（学名：Melicope patulinervia）为芸香科蜜茱萸属的植物，为中国的特有植物。分布于中国大陆的海南等地，生长于海拔900米的地区，一般生长在坡地疏林中。